# De Dietrich 15 CV
Der De Dietrich 15 CV ist ein Rennwagen aus der Zeit um 1900. Hersteller war die Société de Dietrich et Cie de Lunéville in Frankreich.

## Beschreibung
Das Modell wurde 1901 hergestellt. Die Lizenz kam vom französischen Unternehmen Amédée Bollée fils.
Das Fahrzeug hat einen Reihenmotor. Bohrung, Hub und Hubraum sind nicht bekannt. Der Motor war damals in Frankreich steuerlich mit 15 CV eingestuft.
Der Motor ist liegend hinter der Vorderachse eingebaut und treibt die Hinterräder an.
Die Fahrzeuge waren als offene Zweisitzer in Form eines Phaeton karossiert.

## Autorennen
De Dietrich setzte im Juni 1902 drei Fahrzeuge beim Rennen von Paris nach Wien ein. Claude Loraine-Barrow erreichte Rang 50. Paul Meyan und Henri Rougier fielen aus. Der einzige weitere bekannte Einsatz war im Juli 1902 beim Course de côte de Laffrey.